# ماثيو فلمنج
ماثيو فلمنج (12 ديسمبر 1964 في المملكة المتحدة - )  (بالإنجليزية: Matthew Fleming)‏ هو لاعب كريكت بريطاني. شارك مع منتخب إنجلترا للكريكت. أما مع النوادي، فقد لعب مع Kent County Cricket Club ‏.

## وصلات خارجية
- ماثيو فلمنج على موقع إي آس بي آن كريك إنفو (الإنجليزية)